# Arons Levins
Arons Levins (auch Aron Lewin; * 14. Augustjul. / 27. August 1909greg. in Riga; † 1941 ebenda) war ein lettischer Fußballspieler.

## Karriere und Leben
Arons Levins wurde im Jahr 1909 in Riga die Familie von Mendel Levins und seiner Frau Nechama (geb. Rivkin) geboren. Er war verheiratet mit Betty (geb. Etschin) und arbeitete als Techniker.
Levins spielte in seiner gesamten Fußballkarriere auf der Position des Torhüters bei Hakoah Riga. In der ersten Saison des Vereins in der Virslīga, der höchsten lettischen Spielklasse war Levins Stammtorhüter. In den folgenden Jahren war er hinter Leiba Kacs meist Ersatztorhüter.
Er starb im Jahr 1941 im Ghetto Riga.

## Weblink
- Lebenslauf bei kazhe.lv (lettisch)

| Personendaten    | Personendaten                    |
| ---------------- | -------------------------------- |
| NAME             | Levins, Arons                    |
| ALTERNATIVNAMEN  | Lewin, Aron                      |
| KURZBESCHREIBUNG | lettischer Fußballspieler        |
| GEBURTSDATUM     | 27. August 1909                  |
| GEBURTSORT       | Riga, Gouvernement Livland       |
| STERBEDATUM      | 1941                             |
| STERBEORT        | Riga, Reichskommissariat Ostland |